# Patrick Blanc

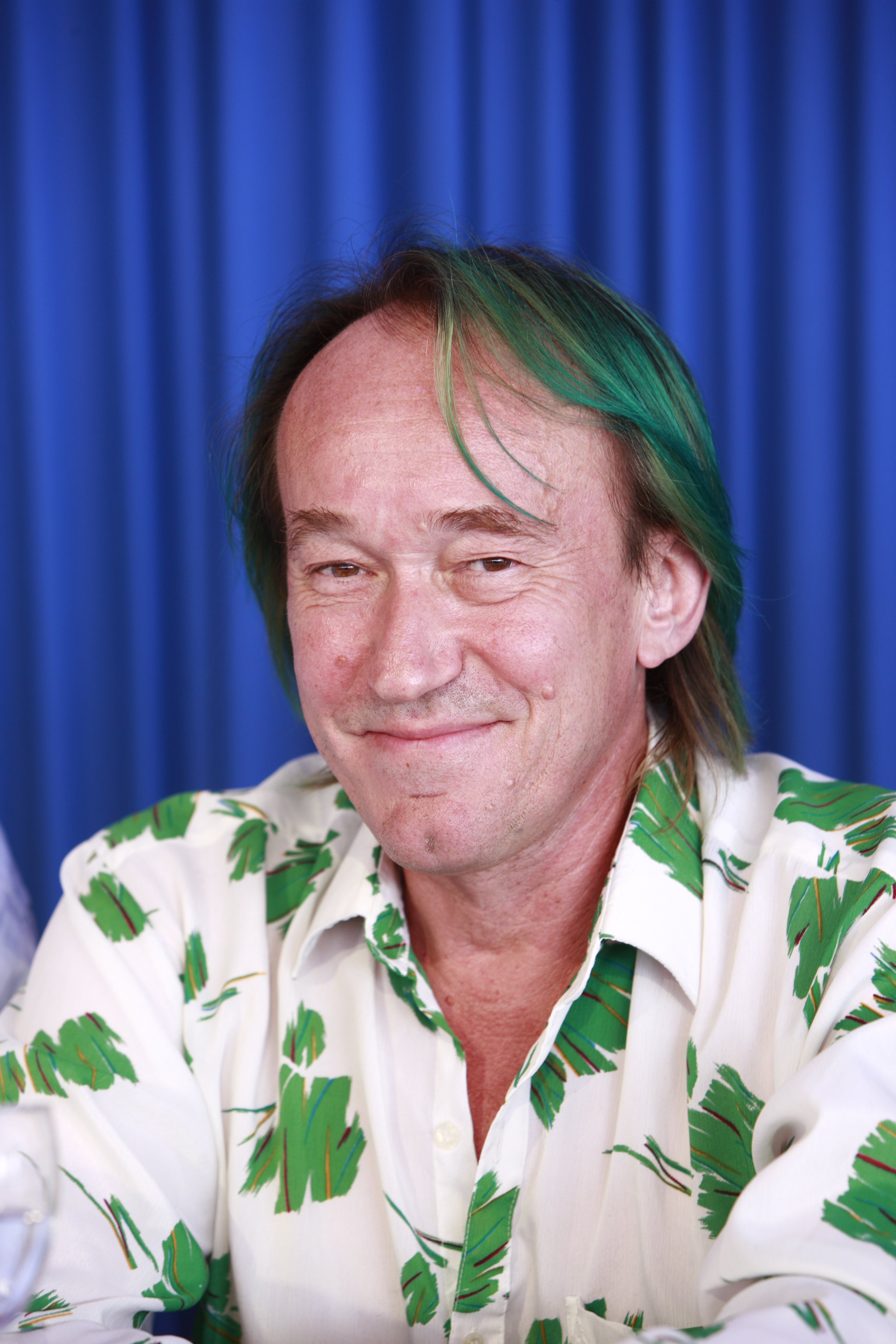
Patrick Blanc

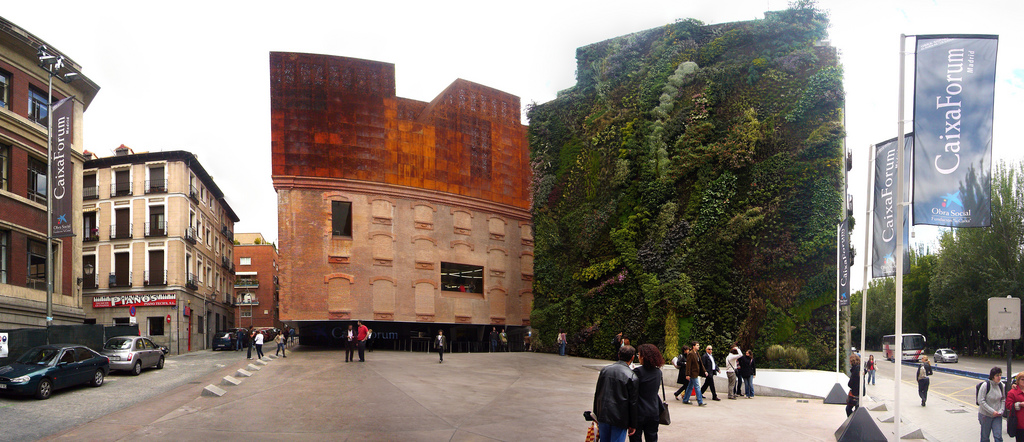
CaixaForum Madrid

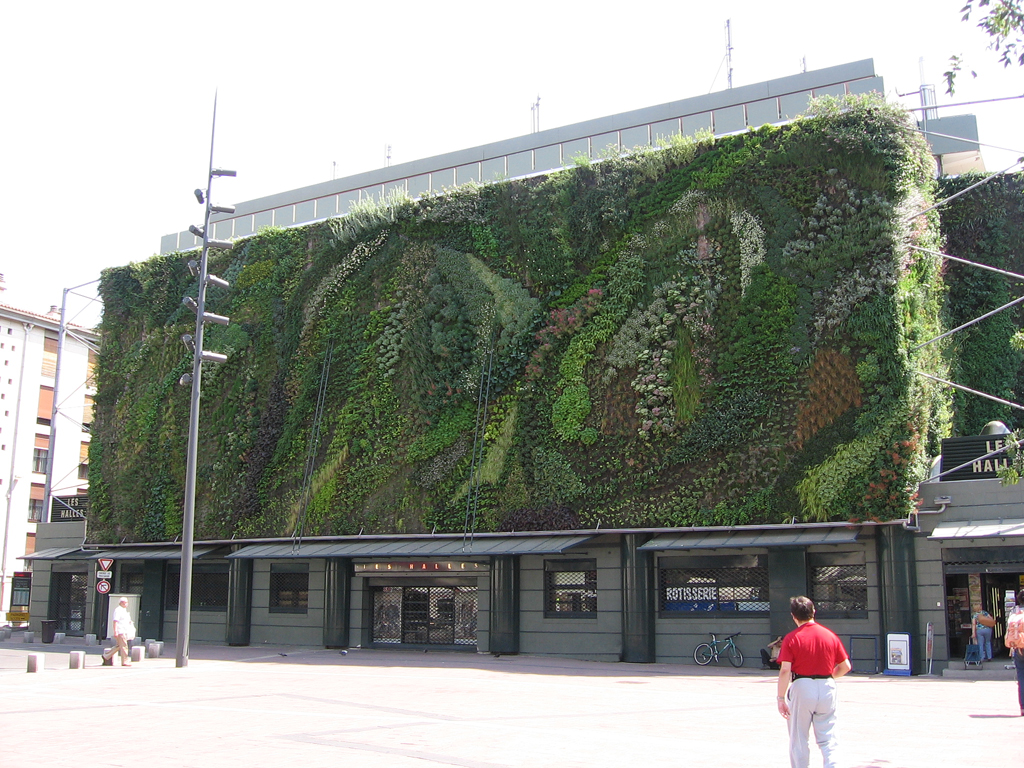
Halles, Avignon

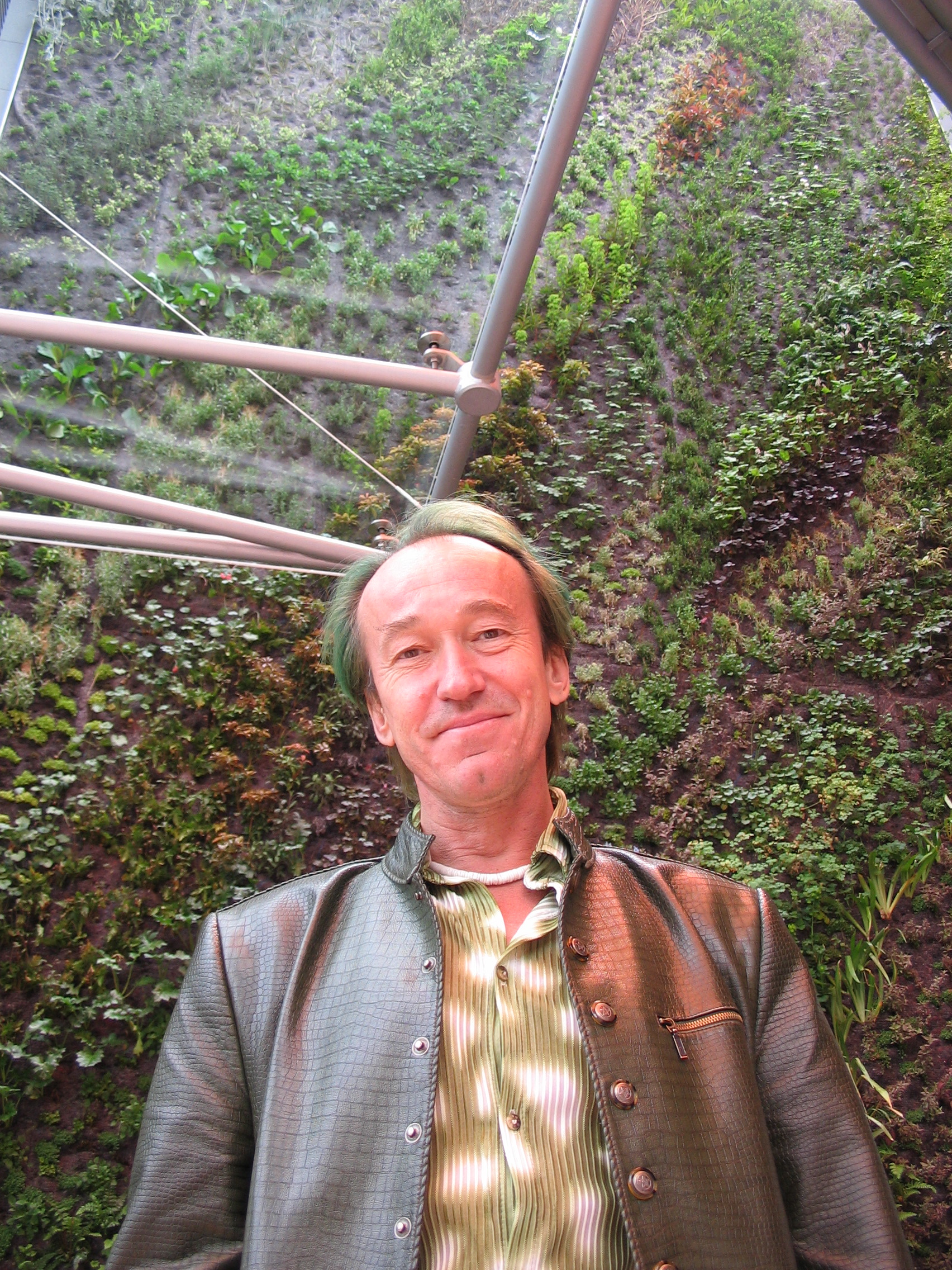
Patrick Blanc, Centre commercial des quatre Temps, La Défense (Puteaux), Hauts-de-Seine

Patrick Blanc (n. 3 iunie 1953) este un botanist francez, având reședința la Créteil, în Franța. Om de știință și artist deopotrivă, el s-a făcut remarcat datorită pereților vegetali care decorează fațadele sau holurile a numeroase muzee, hoteluri, clădiri comerciale sau de birouri din Paris, Madrid, Istanbul, Qatar, Kuala Lumpur sau alte mari orașe ale lumii.
Adevărate grădini verticale, creațiile lui Patrick Blanc au ca suport o structură verticală din metal, PVC și o pâslă foarte rezistentă la coroziune și cu o capilaritate ridicată, ce permite o distribuție uniformă a apei. Pe această pâslă își dezvoltă plantele rădăcinile.
La baza operelor sale stau zeci de ani de cercetare în Centrul Național de Cercetări Științifice din Paris, combinați cu călătorii de studiu în pădurile tropicale thailandeze. Blanc a ajuns la concluzia că, pentru multe plante, solul nu reprezintă nimic mai mult decât un suport mecanic. Esențiale pentru dezvoltarea plantelor sunt apa, mineralele dizolvate în aceasta, precum și lumina și dioxidul de carbon necesare fotosintezei.

## Lucrări
- Cartier Foundation for Contemporary Art, Paris, 1997.
- Hotelul Pershing Hall, curtea interioară, Paris, 2001.
- Magazinul Marithé & François Girbaud, Manhattan.
- Centrul comercial Siam Paragon, Bangkok.
- 21st Century Museum of Contemporary Art, Kanazawa, Japonia.
- Muzeul Quai Branly, Paris, 2006.
- Supermarket BVH, perete exterior, Paris.

## Cărți publicate
- Folies végétales, published by Editions du Chêne, January 2007, ISBN-10 2842777360, ISBN-13 978-2842777364.
- Le bonheur d'être plante, published by Maren Sell Editeurs, March 2005, ISBN-10 2350040186, ISBN-13 978-2350040189.